# 愛人がいます
『愛人がいます』（あいじんがいます;　ハングル: 애인 있어요; RR: Aein Isseoyo  ）は、大韓民国で制作されたドラマ。全50話。主演キム・ヒョンジュが 、 チ・ジニ 、 パク・ハンビョルとリー・ソッキュ・ハン 。 2015年8月22日から2016年2月28日までの50エピソードで、 SBSの土曜日と日曜日の22:00（ KST ）の時間枠で放映された。 

## 出演者
トヘガン / トッコヨンギ
演 - キム・ヒョンジュ
チェジノン
演 - チ・ジニ
ペクソク
演 - イ・ギュヒョン
カンソルリ
演 - パク・ハンビョル

## 受賞歴
- 2015 SBS演技大賞 最優秀演技賞 (キム・ヒョンジュ)
- 2015 SBS演技大賞 特別演技賞 (パク・ハンビョル)
- 2015 SBS演技大賞 ベストカップル賞
- 2015 SBS演技大賞 10大スター賞、ネズチン賞 (キム・ヒョンジュ) - ネズチン賞は10大スター賞10名の中から1人選ばれる。
- 2015 SBS演技大賞 10大スター賞 (チ・ジニ)
- 2015 APANドラマアワード　最優秀演技賞　(キムヒョンジュ )

## 国際放送
フィリピンでは、シリーズは、2019年10月21日から2020年3月6日まで、100エピソードでABS-CBNの 「 Asianovelasの最初の真のホーム」プログラミングブロックで放送。 Google PHで2019年に5番目に検索されたテレビ番組として称賛され、国内で人気があることが証明された  

## ノート
- 第11話、第12話は秋夕放送の放送により延期。 エピソード11の放送は2015年10月3日に放送され、エピソード12は2015年10月4日に放送
- 2015年11月8日に予定されていたエピソード22の放送は、野球の試合のため中止
- 2015年11月15日に予定されていたエピソード23の放送は、野球の試合のため中止
- 2015年11月21日に放送されるエピソード23は、野球の試合が原因でほぼ50分遅れ
- 2015年12月27日に予定されているエピソード34の放送は、SBS歌謡大潤のために中止
- 2016年1月16日に予定されているエピソード38の放送は、韓国とイエメンの間のSBSスポーツ2016オリンピック予選試合のため中止